# Oecetis parka
Oecetis parka là một loài Trichoptera trong họ Leptoceridae. Chúng phân bố ở miền Australasia.